# Harpactea longitarsa
Harpactea longitarsa är en spindelart som beskrevs av Pietro Alicata 1974. Harpactea longitarsa ingår i släktet Harpactea och familjen ringögonspindlar. Inga underarter finns listade i Catalogue of Life.